# Peru nos Jogos Sul-Americanos
O Peru é uma das nações que tem participado dos Jogos Sul-Americanos desde a sua primeira edição, então realizada em 1978. Apesar de o país nunca ter vencido os jogos, suas campanhas são sempre competitivas, o que se torna fato através do seu quadro de medalhas geral.
Os peruanos são representados neste evento pelo Comitê Olímpico do Peru, sendo que o país foi sede do mesmo em sua quarta edição, na cidade de Lima, sua capital.

## Delegação
Em Santiago-2014, o Peru contou com 262 atletas em sua delegação. Contudo, quatro anos mais tarde enviou um total de 447 desportistas para representarem o país, em Cochabamba-2018. 

## Quadro de medalhas
Segue-se, abaixo, o histórico do Peru nos Jogos Sul-Americanos.
| Ano   | Nação     | Cidade       | Posição | Ouro | Prata | Bronze | Total |
| 1978  | Bolívia   | La Paz       | 5/8     | 9    | 16    | 10     | 35    |
| 1982  | Argentina | Rosario      | 3/10    | 30   | 18    | 27     | 75    |
| 1986  | Chile     | Santiago     | 6/10    | 13   | 26    | 35     | 74    |
| 1990  | Peru      | Lima         | 2/10    | 50   | 59    | 76     | 185   |
| 1994  | Venezuela | Valencia     | 6/14    | 15   | 27    | 33     | 75    |
| 1998  | Equador   | Cuenca       | 7/14    | 9    | 23    | 38     | 70    |
| 2002  | Brasil    | Brasil       | 6/14    | 6    | 28    | 29     | 64    |
| 2006  | Argentina | Buenos Aires | 7/15    | 8    | 13    | 22     | 43    |
| 2010  | Colômbia  | Medellín     | 6/15    | 19   | 18    | 33     | 70    |
| 2014  | Chile     | Santiago     | 7/14    | 9    | 13    | 18     | 40    |
| 2018  | Bolívia   | Cochabamba   | 7/14    | 22   | 29    | 41     | 92    |
| 2022  | Paraguai  | Assunção     |         |      |       |        |       |
| Total | Total     |              |         | 190  | 270   | 363    | 823   |

## Desempenho
O vice-campeonato obtido em 1990, quando foi o anfitrião deste evento, é até hoje a melhor campanha do Peru na história dos Jogos Sul-Americanos. Nesta mesma edição ostenta-se outros dois recordes do país, sendo estes no total de medalhas de ouro (cinquenta) e no montante de pódios conquistados (cento e oitenta e cinco).
Em quatro oportunidades, o Peru terminou os Jogos na sétima colocação no quadro de medalhas (1998, 2006, 2014 e 2018). Foi no evento realizado em 2006, na capital argentina, que se registrou seu pior desempenho neste quesito (oito ouros contra nove de 1998 e 2014, além de obstante aos vinte e dois ouros conquistados em 2018). Contudo, foi em La Paz-1978 que a delegação peruana teve menos pódios (sendo trinta e cinco no total).